# Lasius balcanicus
Lasius balcanicus är en myrart som beskrevs av Seifert 1988. Lasius balcanicus ingår i släktet Lasius och familjen myror. Inga underarter finns listade i Catalogue of Life.